# Hrabia Malmesbury

## Informacje ogólne

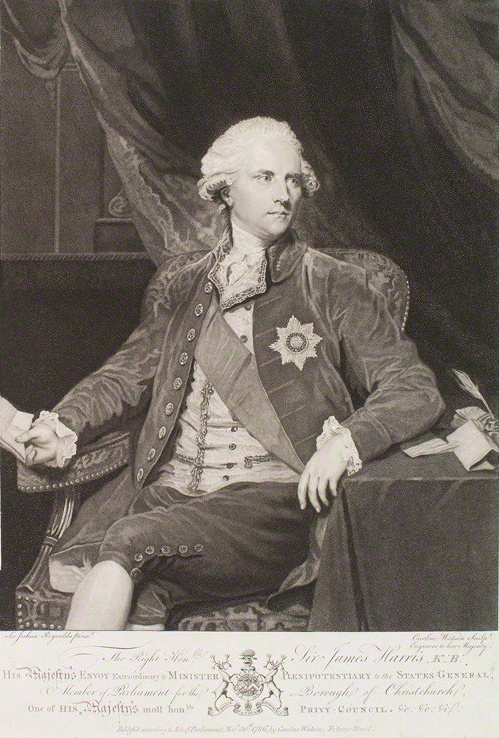
James Harris, pierwszy hrabia Malmesbury

- Tytuł hrabiego Malmesbury został kreowany w 1800 r. dla Jamesa Harrisa, 1. barona Malmesbury
- Dodatkowe tytuły hrabiego Malmesbury:
  - wicehrabia Fitzharris (kreowany w parostwie Wielkiej Brytanii w 1800 r.)
  - baron Malmesbury (kreowany w parostwie Wielkiej Brytanii w 1788 r.)
- tytuł grzecznościowy najstarszego syna hrabiego Malmesbury: wicehrabia Fitzharris
- Siedziba hrabiów Malmesbury - Greywell Hill House niedaleko Basingstoke w hrabstwie Hampshire

Hrabiowie Malmesbury 1. kreacji (parostwo Wielkiej Brytanii)
- 1800–1820: James Harris, 1. hrabia Malmesbury
- 1820–1841: James Edward Harris, 2. hrabia Malmesbury
- 1841–1889: James Howard Harris, 3. hrabia Malmesbury
- 1889–1899: Edward James Harris, 4. hrabia Malmesbury
- 1899–1950: James Edward Harris, 5. hrabia Malmesbury
- 1950–2000: William James Harris, 6. hrabia Malmesbury
- 2000 -: James Carleton Harris, 7. hrabia Malmesbury

Najstarszy syn 7. hrabiego Malmesbury: James Hugh Carleton Harris, wicehrabia Fitzharris